# Das unheimliche Haus (1916)
Das unheimliche Haus ist ein deutscher Detektiv-Stummfilm aus dem Jahr 1916 von Richard Oswald.

## Handlung
Der arbeitslose Arthur Wüllner wird von einem Mann als Sekretär in seinem Hause engagiert. Kaum hat er seine Stelle angetreten, wird er vom Hausherrn für diverse Aufgaben eingesetzt. Dann aber beginnen ihn merkwürdige Vorkommnisse in dem unheimlichen Haus zu verwirren. Auf von unbekannter Hand geschriebenen Zetteln wird er gewarnt, wichtige Dokumente verschwinden aus dem geschlossenen Safe. Dann erscheint auch noch eine ihm unbekannte Frau im Spiegel und tritt zu Wüllner heraus, um seine Hilfe zu erbitten.
Aus ihm unerklärlichen Gründen wird Wüllner wenig später von seinem Arbeitgeber entlassen. Um der unbekannten Schönen aus dem Spiegel zu helfen, kehrt er eines Abends klammheimlich in das Haus zurück. Mit Hilfe des Detektivs Martin Whist kann Wüllner die merkwürdigen Geschehnisse entwirren: sein Arbeitgeber und sein Helfer haben ein böses Spiel mit ihm getrieben, das Teil eines groß angelegten Verbrechens war.

## Produktionsnotizen
Der vieraktige Film mit einer Länge von, je nach Quelle, 1373 bis 1478 Metern wurde im Juni 1916 gedreht, passierte im August 1916 die Filmzensur und erhielt Jugendverbot. Im September 1916 feierte er im Kölner Skalatheater seine Premiere. Am 22. September 1916 wurde Das unheimliche Haus erstmals in Berlin (Mozartsaal) gezeigt. Die Neuzensur vom 10. März 1921 bestätigte das Jugendverbot.
Werner Krauß als Schurke des Films tritt in einer Doppelrolle auf. Die Bauten stammen von Manfred Noa.

## Kritik
„Es sind eigentlich zwei Häuser, die mit einander verbunden sind und welche zwei Besitzern gehören, die aber ein und dieselbe Person sind. Dieser, ein Doppelleben führender Eigentümer, stellt in seinem umfangreichen Geschäftsbetrieb einen jungen Mann an, der in seinem Auftrage Erledigungen zu besorgen hat, die dann dem Eigentümer in seiner anderen Gestalt zu Nutze kommen. Solcher Art bietet der neue Richard-Oswald-Film eine Handlung, in die ein Detektiv eingreift, in ganz neuer Art, man sieht seine Arbeit, seine Tätigkeit nicht näher, er führt aber den sich ganz natürlich ergebenden Abschluß herbei. Also ein Detektivfilm so ganz anders, wie jene, die dieses Genre in der öffentlichen Meinung und bei Behörden fast in Verruf brachten. So eigenartig das Sujet ist, ebenso überraschend ist die Inszenierung Oswalds. Vor allem erweist er sich als ein Auserwählter der Dekorationskunst, denn die dargebotenen Interieurs sind von seltenem Geschmack, wunderbarer Tiefe, wohltuender Eleganz und anheimelnder Harmonie.“ Oswald „versteift sich nicht auf Konventionelles, wenn er es auch nicht ganz meiden kann, denn er muß dem Geschmacke des Publikums Konzessionen machen. Und so hat sein Ehrgeiz die schier unlösliche Aufgabe, diesem Geschmack immer auf neue Art zu huldigen und dabei seine künstlerischen Ambitionen zu verwirklichen, den Darstellern lohnende, sie anreizende, aufstachelnde Aufgaben zu bieten und den Knoten der Handlung, den Grundlagen der Dramaturgie gemäß zu schürzen und zu lösen.“